# Der Mönch von Santarem
Pour plus de détails, voir Fiche technique et Distribution.
Der Mönch von Santarem est un film allemand réalisé par Lothar Mendes, sorti en 1924. Il s'agit d'une adaptation de la pièce de théâtre du même nom d'Almeida Garrett.

## Synopsis
Un jeune étudiant révolutionnaire originaire de Valence découvre qu’il est en réalité le fils d’un prêtre catholique.

## Fiche technique
- Titre : Der Mönch von Santarem
- Réalisation : Lothar Mendes
- Scénario : Ruth Goetz d'après la pièce d'Almeida Garrett
- Photographie : Leopold Kutzleb
- Pays d'origine : Allemagne  République de Weimaremagne
- Format : Noir et blanc - 1,33:1 - Film muet
- Date de sortie : 1924

## Distribution
- Alf Blütecher
- Emmy Förster
- Vivian Gibson (en)
- Tzwetta Tzatschewa (en)
- Evi Eva (en)
- Alice de Finetti
- Walter Rilla
- Magnus Stifter
- Marlene Dietrich